# 파란 입이 달린 얼굴
"파란 입이 달린 얼굴"은 2018년에 개봉한 대한민국의 영화이다.

## 캐스팅
- 장리우 : 서영 역
- 진용욱 : 영준 역
- 박병철 : 스님 역
- 윤부진 : 정현 역
- 신미영 : 희수 역
- 전하나 : 홍숙 역
- 김새벽 : 진희 역
- 한강수 : 한강수 역
- 강운 : 강운 역
- 권오수 : 영준회사사장 역
- 안명주 : 강사 역
- 강재은 : 택연 역
- 오동석 : 호철 역

## 같이 보기
- 2018년 대한민국의 영화 목록